# Lista siturilor arheologice din județul Bihor - D
Lista siturilor arheologice din județul Bihor - D conține toate siturile arheologice din județul Bihor înscrise în Repertoriul Arheologic Național (RAN) și aflate în localități al căror nume începe cu litera D. RAN este administrat de Ministerul Culturii și Patrimoniului Național și cuprinde date științifice, cartografice, topografice, imagini și planuri, precum și orice alte informații privitoare la zonele cu potențial arheologic, studiate sau nu, încă existente sau dispărute.
Puteți căuta un sit din localitățile care încep cu litera D folosind formularul de mai jos sau puteți naviga prin toate siturile din județ la Lista siturilor arheologice din județul Bihor.
| Cod RAN                               | Denumire | Localitate                        | Adresă             | Datare           | Descoperit | Coordonate | Imagine           | Erori            |
| ------------------------------------- | --- | --------------------------------- | ------------------ | ---------------- | ---------- | ---------- | ----------------- | ---------------- |
| 29109.02.01                           | Mănăstirea medievală de la Diosig - "Insula Femeii" / ansamblu anonim (Categorie: structură de cult/religioasă) (Tip: Mănăstire)                  | sat Diosig, comuna Diosig         | Insula Femeii      | sec. XIII        |            |            | Încărcați imagine | Raportați eroare |
| 30103.01                              | Topor neolitic de la Dobricionești- Mai Sus de Bodeuți (Categorie: descoperire izolată) (Tip: obiect izolat)                                      | sat Dobricionești, comuna Măgești | Mai Sus de Bodeuți |                  |            |            | Încărcați imagine | Raportați eroare |
| 29109.03.01                           | Așezarea neolitică de la Diosig- Belso Baji / ansamblu anonim (Categorie: locuire civilă) (Tip: Așezare)                                          | sat Diosig, comuna Diosig         | Belso Baji         |                  |            |            | Încărcați imagine | Raportați eroare |
| 28399.01                              | Măciucă neolitică de la Dușești (Categorie: descoperire izolată) (Tip: obiect izolat)                                                             | sat Dușești, comuna Ceica         |                    |                  |            |            | Încărcați imagine | Raportați eroare |
| 29350.01                              | Topor eneolitic de la Drăgești (Categorie: descoperire izolată) (Tip: obiect izolat)                                                              | sat Drăgești, comuna Drăgești     |                    |                  |            |            | Încărcați imagine | Raportați eroare |
| 29109.01.01 (Cod LMI: BH-I-s-B-00963) | Așezarea fortificată din epoca bronzului de la Diosig - "Insula Cetății" / ansamblu anonim (Categorie: locuire civilă) (Tip: Așezare fortificată) | sat Diosig, comuna Diosig         | Insula Cetății     | Otomani - II-III |            |            | Încărcați imagine | Raportați eroare |